# هویی (خواننده)
لی هوتِک (کره‌ای: 이회택؛ زادهٔ ۲۸ اوت ۱۹۹۳) که بیشتر با نام هنری هویی (کره‌ای: 후이) شناخته می‌شود، خواننده، ترانه‌سرا و آهنگساز اهل کره جنوبی است. او در اکتبر ۲۰۱۶، به عنوان لیدر، مین وکال و لید دنسر گروه پسرانهٔ کره‌ای پنتاگون زیر نظر کیوب انترتینمنت فعالیت خود را آغاز کرد. او یکی از اعضای گروه سه نفرهٔ تریپل اچ در کنار همکار سابقش در کیوب انترتینمنت یعنی هیونا و همگروهی سابقش دان بوده‌است. او اولین آلبوم چندآهنگه خود به نام من کی هستم: مجموعه را در سال ۲۰۲۴ منتشر کرد.

## اوایل زندگی و تحصیلات
هویی زادهٔ ۲۸ اوت ۱۹۹۳ در گواچون، استان گیونگ‌گی، کره جنوبی است. در سال ۲۰۱۲، هویی از آکادمی مدرن کی فارغ‌التحصیل شد. در Comedian Singer Producer او اعتراف کرد که از طرف دانشگاه هانیانگ رد شده‌است. او در سال ۲۰۱۳ برای هشت ماه در پکن، چین زندگی کرده‌است پیش از اینکه به کیوب انترتینمنت بپیوندد.